# Liste der Kulturdenkmale in Großrinderfeld

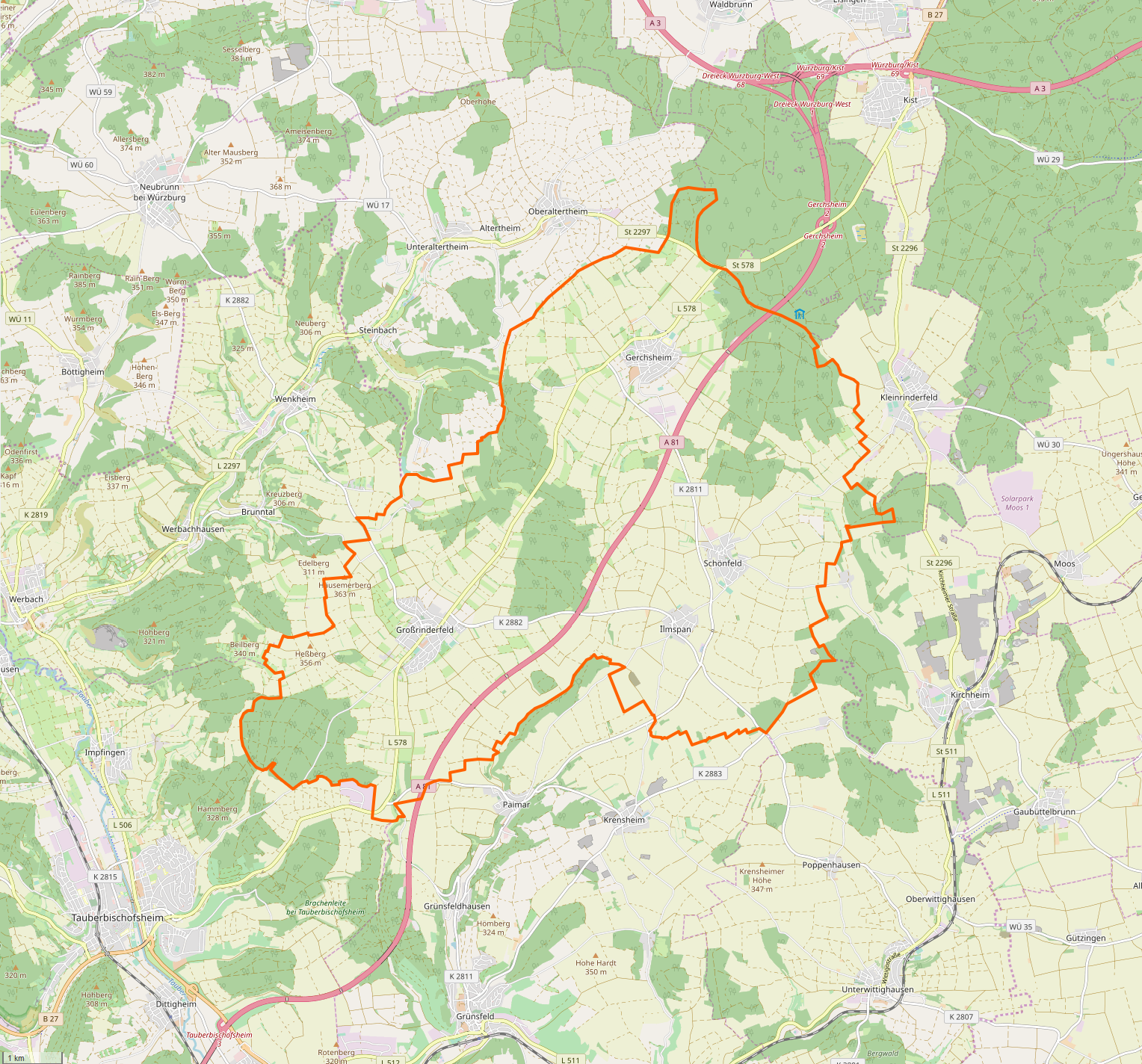
Gemarkung und Lage der Gemeinde Großrinderfeld

Wappen der Gemeinde Großrinderfeld

In der Liste der Kulturdenkmale in Großrinderfeld sind unbewegliche Bau- und Kunstdenkmale aller Gemeindeteile von Großrinderfeld aufgeführt (Großrinderfeld mit Hof Baiertal, Gerchsheim, Ilmspan und Schönfeld). Grundlage für diese Liste ist die vom Regierungspräsidium Stuttgart herausgegebene Liste der Bau- und Kunstdenkmale mit Stand vom 15. Februar 2012. Der Artikel ist Teil der übergeordneten Liste der Kulturdenkmale im Main-Tauber-Kreis. Diese Liste ist nicht rechtsverbindlich. Eine rechtsverbindliche Auskunft ist lediglich auf Anfrage bei der Unteren Denkmalschutzbehörde der Gemeinde Großrinderfeld erhältlich.
Kleindenkmale wie beispielsweise Bildstöcke, Statuen und Wegkreuze blieben im Gemeindegebiet zahlreich erhalten. Der Grund liegt in der seit dem Mittelalter durchgehend landwirtschaftlichen Struktur. Es kam in der Neuzeit zu keiner Verdichtung von Siedlung und Industrie wie in den Ballungsgebieten, so dass diese Kulturdenkmale im Freiland weitgehend erhalten blieben.

## Allgemein
- Bild: Zeigt ein ausgewähltes Bild aus Commons, „Weitere Bilder“ verweist auf die Bilder im Medienarchiv Wikimedia Commons.
- Bezeichnung: Nennt den Namen, die Bezeichnung oder die Art des Kulturdenkmals.
- Lage: Straßenname und Hausnummer oder Flurstücknummer des Kulturdenkmals, gegebenenfalls auch den Ortsteil. Die Grundsortierung der Liste erfolgt nach dieser Adresse. Der Link (Karte) führt zu verschiedenen Kartendiensten mit der Position des Kulturdenkmals. Fehlt dieser Link, wurden die Koordinaten noch nicht eingetragen. Sind diese bekannt, können sie über ein Tool mit einer Kartenansicht einfach nachgetragen werden. In dieser Kartenansicht sind Kulturdenkmale ohne Koordinaten mit einem roten bzw. orangen Marker dargestellt und können durch Verschieben auf die richtige Position in der Karte mit Koordinaten versehen werden. Kulturdenkmale ohne Bild sind an einem blauen bzw. roten Marker erkennbar.
- Datierung: Baubeginn, Fertigstellung, Datum der Erstnennung oder grobe zeitliche Einordnung entsprechend des Eintrags in der zuständigen Denkmaldatenbank (Landesamt für Denkmalpflege Baden-Württemberg).
- Beschreibung: Kurzcharakteristik des Kulturdenkmals.

## Bau- und Kulturdenkmale der Gemeinde Großrinderfeld

### Gerchsheim
Bau-, Kunst- und Kulturdenkmale in Gerchsheim mit dem Dorf Gerchsheim (⊙) und den Wohnplätzen Altertheimer Weg (⊙) und Gewerbegebiet Gerchsheim (⊙):
| Bild           | Bezeichnung                        | Lage                                                                      | Datierung                 | Beschreibung | ID |
| -------------- | ---------------------------------- | ------------------------------------------------------------------------- | ------------------------- | --- | -- |
|                | Hoftor Herrenstraße 4              | Herrenstraße 4 (Karte)                                                    |                           | erhaltenswertes Bauteil | BW |
| Weitere Bilder | St. Johannes der Täufer            | Herrenstraße 5 (Karte)                                                    | 14. Jh./1729–1961         | Kath. Pfarrkirche St. Johann Baptist bzw. St. Johannes der Täufer. (§ 28) Barocker Saalbau, 1729, mit romanischem Chorturm und nördlicher Erweiterung von 1961, und an der Südseite mittelalterliche Kirchhofmauer (Sachgesamtheit). |    |
|                | Wohnhaus Herrenstraße 6            | Herrenstraße 6 (Karte)                                                    | 2. Hälfte 19. Jahrhundert | Geschützt nach § 2 DSchG | BW |
|                | Wohnhaus Herrenstraße 7            | Herrenstraße 7 (Karte)                                                    | 1901                      | erhaltenswertes Gebäude | BW |
|                | Wohnhaus Herrenstraße 24           | Herrenstraße 24 (Karte)                                                   | 19. Jahrhundert           | erhaltenswertes Gebäude | BW |
|                | Schulhaus                          | Herrenstraße/Kirchplatz (Karte)                                           | 1876/77                   | Schulhaus mit Freitreppe, erhaltenswertes Gebäude | BW |
|                | Gusseiserne Pumpe mit Schale       | Kirchweg (Karte)                                                          | 19. Jahrhundert           | Gusseiserne Pumpe mit Schale Geschützt nach § 2 DSchG | BW |
|                | Wohnhaus Kirchweg/Schmiedstraße 10 | Kirchweg/Schmiedstraße 10 (Karte)                                         | 19. Jahrhundert           | erhaltenswertes Gebäude | BW |
|                | Wohnhaus Schmiedstraße 5           | Schmiedstraße 5 (Karte)                                                   | 19. Jahrhundert           | erhaltenswertes Gebäude | BW |
|                | Bildstock                          | Kreuzung Würzburger Str./Ober der Kirche (Karte)                          |                           | Kleindenkmal Nr. 01 (Gerchsheim): Bildstock, Pieta. Material: Sockel und Kopfteil: gelber Sandstein, Schaft aus Beton (erneuert). | BW |
|                | Bildstock                          | gegenüber westl. Ortseinfahrt L 578 (Karte)                               |                           | Kleindenkmal Nr. 02 (Gerchsheim): Bildstock Heilige Dreifaltigkeit. Die Säule besteht aus einem viereckigen Sockel, darauf eine runde Säule. Diese ist bauchig und verjüngt sich nach oben. Darauf befindet sich ein Kopfteil mit der Hlg. Dreifaltigkeit. Um das Kopfteil fügt sich ein geschwungenes Blech. | BW |
|                | Bildstock                          | Am Weg zum Nußber (Flst.Nr. 8298) (Karte)                                 |                           | Kleindenkmal Nr. 03 (Gerchsheim): Bildstock Vierzehnheiligen. Auf einem Sockel befindet sich eine rechteckige Säule mit einem Kapitell, das ursprünglich die Vierzehn Heiligen zeigte. Davon ist nicht mehr viel erhalten. | BW |
|                | Steinkreuz                         | Würzburger Straße (Flst.Nr. 7534) (Karte)                                 |                           | Kleindenkmal Nr. 04 (Gerchsheim): Steinkreuz mit Heiland. Inschrift: Oh ihr alle, die ihr vorübergehet habet acht, sehet ob ein Schmerz ist gleich meinem Schmerz. Seitlich: E. Schreyer, Grünsfeld (Steinmetz). Das Steinkreuz wurde auf einem Betonsockel befestigt. Material: roter Sandstein, unterster Sockel: grüner Sandstein. | BW |
|                | Schmiedeeiserner Ausleger          | Würzburger Straße 30 (am Gebäude) (Karte)                                 | 19. Jahrhundert           | Schmiedeeiserner Ausleger der Gaststätte Zum Storchen und geschnitztes Türblatt Geschützt nach § 2 DSchG | BW |
|                | Gartentorrahmung mit Stern         | Würzburger Straße 54 (Flstnr. 108) (am Gasthof) (Karte)                   | 1864                      | Gartentorrahmung mit Stern, 1864 bez Geschützt nach § 2 DSchG | BW |
|                | Gehöft Würzburger Straße 57        | Würzburger Straße 57 (Karte)                                              | Spätes 19. Jahrhundert    | erhaltenswertes Gebäude | BW |
|                | Bildstock                          | Ecke Lindenstr./Würzburger Str. (Flst.Nr. 219) (Karte)                    |                           | Kleindenkmal Nr. 05 (Gerchsheim): Bildstock Krönung Mariens. | BW |
|                | Bildstock                          | Weg neben Graben/Gewann Brühlein (Flst.Nr. 7.727) (Karte)                 | 1900                      | Kleindenkmal Nr. 06 (Gerchsheim): Bildstock Jesus-Statue (1900). Abgestufter Sockel aus rotem Sandstein mit Christusfigur aus hellem Sandstein. Inschrift: Vorderseite: Süsses Herz Jesu, sei meine Liebe. Gelobt, gebenedeiet soll sein zu jederzeit das heiligste Herz Jesu in aller Ewigkeit. rechte Seite: Errichtet von Michael Schiller, Bürgermeister, 1900 linke Seite: O süßestes Herz Jesu, gib, daß ich stets mehr und mehr Dich lieb. | BW |
|                | Hoheitssäulen                      | Staatswald Grenze Baden-Württemberg/Bayern (Flst.Nr. 8.535) (Karte)       | 1584                      | Kleindenkmal Nr. 07 (Gerchsheim): Zwei Hoheitssäulen, die rückwärts schräg versetzt aneinander stehen. Eine wurde für Kurmainz und eine für das Hochstift Würzburg errichtet. Beide stammen aus dem Jahr 1584. |    |
|                | Steinkreuz                         | Gewann Am Kreuz (Flst.Nr. 8.392) (Karte)                                  | 1953                      | Kleindenkmal Nr. 08 (Gerchsheim): Steinkreuz Gekreuzigter Christus. Sockelplatte mit geschwungenem Sockel, darauf ein Steinkreuz mitgekreuzigtem Christus. Inschrift: gekreuzigter Herr Jesus erbarme dich unser | BW |
|                | Bildstock                          | Altertheimer Weg (Flst.Nr. 8.427) (Karte)                                 | 1905                      | Kleindenkmal Nr. 09 (Gerchsheim): Bildstock Schmerzhafte Mutter. Der Bildstock besteht aus einer Sockelplatte mit Sockel, darauf ein Schaft mit einer Kleinstatue Hlg. Josef mit Inschrift, wiederum darauf ein Kapitell mit Jesus, Maria und Johannes nach der Kreuzabnahme. Inschrift: Auf Kapitell: Schmerzhafte Mutter, bitt für uns! Inschrift auf Schaft: Hl. Joseph, bitt für uns! auf Vorderseite des Sockels: Zu Ehren der schmerzhaften Mutter Gottes des gekreuzigten Heilandes und zum Troste der armen Seelen betet ein Vater unser. Sockel Linke Seite: Errichtet durch Martin Fischer und dessen Ehefrau Eva. 1905 Sockel Rechte Seite: A. Reinhart. Bütthard (vermutlich der Steinmetz). | BW |
|                | Bildstock                          | Ober der Kirche 6 (Flst.Nr. 124) (Karte)                                  | 1852                      | Kleindenkmal Nr. 10 (Gerchsheim): Bildstock Pieta. Die Ortsanalyse nennt abweichend das Jahr 1742. | BW |
|                | Bildstock                          | Herrenstr./Neuenweg (Flst.Nr. 7.587) (Karte)                              |                           | Kleindenkmal Nr. 11 (Gerchsheim): Nischenbildstock aus rotem Sandstein, Pieta Schmerzhafte Mutter. | BW |
|                | Holzkreuz                          | Renzenbergweg (Flst.Nr. 8.657) (Karte)                                    |                           | Kleindenkmal Nr. 12 (Gerchsheim): Holzkreuz Gekreuzigter Christus. Als Halterung dienen vier in Beton eingelassene Flacheisen, an denen der Tragbalken verschraubt ist. Inschrift: Auf den Kreuzbalken sind drei lackierte Bleche in Herzform mit der Aufschrift: Rette Deine Seele. Unter dem Korpus ist eine ovale Tafel mit der Aufschrift: Im Kreuz ist Heil. | BW |
|                | Steinkreuz                         | Stationsbergweg (Flst.Nr. 8.675) (Karte)                                  | 1849                      | Kleindenkmal Nr. 13 (Gerchsheim): Steinkreuz Gekreuzigter Christus von 1849. Inschrift: In der Fahne auf der Kreuzspitze: INRI. Sockel: Dieses Kreuz hat errigt Georig Krauet und diese Efrau Eva Krauet, zu Ehre Gottes 1849 | BW |
| Weitere Bilder | Maria Königin des Friedens         | Stationsbergweg (Karte)                                                   | 1925–1927                 | Kleindenkmal Nr. 14 (Gerchsheim): Kapelle Maria Königin des Friedens (auch Kriegergedächtniskapelle genannt), von 1925 bis 1927 errichtet, oktogonaler Bau von 1926, Kruzifix, 1849 bez. und gusseiserne Kreuzwegstationen, um 1900. |    |
| Weitere Bilder | Kreuzweg                           | Stationsbergweg (Karte)                                                   | um 1900                   | Freilandkreuzweg am Stationsbergweg zur Kapelle Maria Königin des Friedens, gusseiserne Kreuzwegstationen, mit Abschlusskreuzen, um 1900. | BW |
| Weitere Bilder | 1. Kreuzwegstation                 | Stationsbergweg (Karte)                                                   | um 1900                   | Kleindenkmal Nr. 15 (Gerchsheim): 1. Kreuzwegstation. |    |
| Weitere Bilder | 2. Kreuzwegstation                 | Stationsbergweg (Karte)                                                   | um 1900                   | Kleindenkmal Nr. 16 (Gerchsheim): 2. Kreuzwegstation. |    |
| Weitere Bilder | 3. Kreuzwegstation                 | Stationsbergweg (Karte)                                                   | um 1900                   | Kleindenkmal Nr. 17 (Gerchsheim): 3. Kreuzwegstation. |    |
| Weitere Bilder | 4. Kreuzwegstation                 | Stationsbergweg (Karte)                                                   | um 1900                   | Kleindenkmal Nr. 18 (Gerchsheim): 4. Kreuzwegstation. |    |
| Weitere Bilder | 5. Kreuzwegstation                 | Stationsbergweg (Karte)                                                   | um 1900                   | Kleindenkmal Nr. 18 (Gerchsheim): 5. Kreuzwegstation. |    |
| Weitere Bilder | 6. Kreuzwegstation                 | Stationsbergweg (Karte)                                                   | um 1900                   | Kleindenkmal Nr. 20 (Gerchsheim): 6. Kreuzwegstation. |    |
| Weitere Bilder | 7. Kreuzwegstation                 | Stationsbergweg (Karte)                                                   | um 1900                   | Kleindenkmal Nr. 21 (Gerchsheim): 7. Kreuzwegstation. |    |
| Weitere Bilder | 8. Kreuzwegstation                 | Stationsbergweg (Karte)                                                   | um 1900                   | Kleindenkmal Nr. 22 (Gerchsheim): 8. Kreuzwegstation. |    |
| Weitere Bilder | 9. Kreuzwegstation                 | Stationsbergweg (Karte)                                                   | um 1900                   | Kleindenkmal Nr. 23 (Gerchsheim): 9. Kreuzwegstation. |    |
| Weitere Bilder | 10. Kreuzwegstation                | Stationsbergweg (Karte)                                                   | um 1900                   | Kleindenkmal Nr. 24 (Gerchsheim): 10. Kreuzwegstation. |    |
| Weitere Bilder | 11. Kreuzwegstation                | Stationsbergweg (Karte)                                                   | um 1900                   | Kleindenkmal Nr. 25 (Gerchsheim): 11. Kreuzwegstation. |    |
| Weitere Bilder | 12. Kreuzwegstation                | Stationsbergweg (Karte)                                                   | um 1900                   | Kleindenkmal Nr. 26 (Gerchsheim): 12. Kreuzwegstation. |    |
| Weitere Bilder | 13. Kreuzwegstation                | Stationsbergweg (Karte)                                                   | um 1900                   | Kleindenkmal Nr. 27 (Gerchsheim): 13. Kreuzwegstation. |    |
| Weitere Bilder | 14. Kreuzwegstation                | Stationsbergweg (Karte)                                                   | um 1900                   | Kleindenkmal Nr. 28 (Gerchsheim): 14. Kreuzwegstation. |    |
|                | Steinkreuz                         | Friedhof (Flst.Nr. 8.439) (Karte)                                         |                           | Kleindenkmal Nr. 29 (Gerchsheim): Steinkreuz. Auf der „Fahne“ auf der Kreuzspitze: INRI. | BW |
|                | Priestergrab                       | Friedhof (Flst.Nr. 8.439) (Karte)                                         | 1877                      | Kleindenkmal Nr. 30 (Gerchsheim): Grabstein des Priestergrabes von 1877. Auf dem aufgeschlagenen Buch auf dem Grabstein steht der Text: Selig die Toten die im Herrn sterben. | BW |
|                | Kriegerdenkmal                     | Friedhof (Flst.Nr. 8.439) (Karte)                                         |                           | Kleindenkmal Nr. 31 (Gerchsheim): Denkmal für zwölf im Jahre 1866 gefallene württembergischen Krieger. Das Denkmal befindet sich im Friedhof Gerchsheim. Es besteht aus einer konischen Säule (Pyramide). Auf dem oberen Teil ist ein Kreuz, davor eine Laterne. Auf dem unteren Teil steht der Gedenktext, unten befinden sind zwei Palmenzweige. Inschrift: Zu Ehren der am 25. Juli 1866 gefallenen 12 Württ. Krieger (siehe hierzu das Gefecht bei Gerchsheim). Die Kreuze, die vor dem Kriegerdenkmal auf dem Boden eingelassen sind, sind zu Ehren der im 2. Weltkrieg gefallenen Soldaten der Gemeinde Gerchsheim.                                                                                |    |
|                | Kriegerdenkmal                     | Herrenstr. Unterhalb der Kirche (Karte)                                   |                           | Kleindenkmal Nr. 32 (Gerchsheim): Kriegerdenkmal. Auf einer Pyramide stehen folgende Angaben: Vorderseite: symbolisiertes Kreuz, Text: Gerchsheims Kriegern von 1866/70/71 in dankbarer Erinnerung 1900. Linke Seite: Enkel mögen kraftvoll walten, schwer Errungens feil zu halten. | BW |
|                | Relief                             | Würzburger Str. 29 (Karte)                                                | 1619                      | Kleindenkmal Nr. 33 (Gerchsheim): Relief: Christus am Kreuz mit Maria und Johannes. Das Relief ist eine Sandsteintafel, die in eine Nische in der Hauswand eingelassen wurde. Das Relief stammt von 1619. Die Inschrift ist nur noch teilweise erhalten, die Tafel wurde von Fritz Groß restauriert. | BW |
|                | Gedenkstein                        | L 578 (im Bereich der Gemarkungsgrenze Gerchsheim-Großrinderfeld) (Karte) | 1866                      | An der L 578 von Gerchsheim in Richtung Großrinderfeld befindet sich ein Gedenkstein. Dieser erinnert an zwei gefallene preußische Soldaten des Gefechts von Gerchsheim. Das Grab befindet sich im Bereich der Gemarkungsgrenze Großrinderfeld-Gerchsheim. |    |

### Großrinderfeld
Bau-, Kunst- und Kulturdenkmale in Großrinderfeld mit dem Dorf Großrinderfeld (⊙), dem Weiler Hof Baiertal (⊙) und dem Wohnplatz Siedlung (⊙):
| Bild           | Bezeichnung                              | Lage                                  | Datierung                      | Beschreibung | ID |
| -------------- | ---------------------------------------- | ------------------------------------- | ------------------------------ | --- | -- |
|                | Bildstock                                | Alte Bischemer Straße (Karte)         | 1650                           | Bildstock. Ecce-homo-Darstellung sowie eine Darstellung des Blutwunders von Walldürn. Neben dem historischen Pilgerweg zur Wieskirche nach Steingaden liegt Großrinderfeld an einem zweiten historischen Pilgerweg, vom Käppele in Würzburg zum Heiligblut in Walldürn. An der „Alten Bischemer Strasse“ zwischen Großrinderfeld und Tauberbischofsheim steht am Eingang zum Staatswald ein Bildstock aus dem Jahr 1650. Auf der Vorderseite steht: ECCE HOMO, auf der Rückseite des Bildstockes kann man noch gut lesen: GOTT ZU EHREN und des HL. BLUTES zu WALTHÜRN DAHIER DIESER BILTSTOCK VON ETLICHEN GUTHERZIGEN WÜRTZBURGER WALLEYTEN AUFGERICHTET WORDEN. Das riesige Monument mit wuchtigem Sockel, hohen Säulenschaft und dem kunstvollen Ecce-homo-Bild wurde 1969 vollständig renoviert. |    |
|                | Bildstock                                | Alte Bischemer Straße (Karte)         |                                | Bildstock mit Kreuzigungsdarstellung und Begleitfiguren sowie einem Kreuz auf der Spitze an der Alten Bischemer Straße, unweit der L 578. |    |
|                | Bildstock                                | Alte Hohle 25 (Karte)                 |                                | Bildstock |    |
|                | Bildstock                                | Am Feldweg (Karte)                    |                                | Bildstock |    |
|                | Bildstock                                | Brunntaler Straße (Karte)             |                                | Bildstock |    |
|                | Steinkreuz                               | Brunntaler Straße 19 (Karte)          |                                | Steinkreuz |    |
|                | Bildstock                                | Brunntaler Straße (Karte)             |                                | Bildstock |    |
|                | Bildstock                                | Finkenstraße (Karte)                  |                                | Bildstock |    |
| Weitere Bilder | Friedhof                                 | Friedhofstraße 14 (Karte)             | 1851                           | Friedhof, 1851 bez. Geschützt nach § 2 DSchG |    |
| Weitere Bilder | Friedhofskapelle                         | Friedhofstraße 14 (Karte)             | 1851                           | Kapelle mit Dachreiter, 1851 bez. |    |
| Weitere Bilder | Kriegerdenkmal                           | Friedhofstraße 14                     | 1866                           | Kriegerdenkmal. Ruhestätte Württemb. Krieger 1866. |    |
| Weitere Bilder | Kriegerdenkmal                           | Friedhofstraße 14                     | 1866                           | Kriegerdenkmal. Grabmal Offiziere 1866. Das Grab mit dem Grabmal befindet sich auf dem Friedhof der Gemeinde. Auf der Vorderseite sieht man ein verziertes Relief einer Fahne mit dem Wappen Württembergs, darunter stehen die Namen von vier Offizieren. Auf der Rückseite ist eine Widmung zu lesen: Den bei Tauberbischofsheim am 24. Juli 1866 gefallenen Offizieren gewidmet von ihren Familien. |    |
| Weitere Bilder | Kriegerdenkmal                           | Friedhofstraße 14                     | 1939-1945                      | Kriegerdenkmal Zweiter Weltkrieg: Auf dem Friedhof vor der Aussegnungshalle befindet sich das Kriegerdenkmal. Eine große Steinplatte in deren Mitte ein Kreuz herausgearbeitet ist. |    |
| Weitere Bilder | Kriegerdenkmal                           | Friedhofstraße 14                     | 1945                           | Kriegerdenkmal Zweiter Weltkrieg: Auf dem Friedhof befindet sich ein Gedenkstein für die an Ostern 1945 im Raum Großrinderfeld gefallenen Soldaten. |    |
|                | Bildstock                                | Friedhofstraße 14 (Karte)             | 1741                           | Kreuzschlepper, 1741 bez. |    |
|                | Bildstock                                | Friedhofstraße 14 (Karte)             | 1857                           | Kreuzgruppe, 1857 bez. |    |
|                | Bildstock                                | Friedhofstraße 20 (Karte)             |                                | Bildstock |    |
|                | Wohnhaus Hauptstraße 5 und 7             | Hauptstraße 5 und 7 (Karte)           | 1878                           | Erhaltenswertes Gebäude | BW |
|                | Wohnhaus Hauptstraße 9                   | Hauptstraße 9 (Karte)                 | 1821                           | Prüffall | BW |
|                | Wohnhaus Hauptstraße 11                  | Hauptstraße 11 (Karte)                | Ende 19. Jahrhundert           | Erhaltenswertes Gebäude | BW |
|                | Gasthaus zum Adler                       | Hauptstraße 18 (Karte)                | 19. Jahrhundert                | Erhaltenswertes Gebäude | BW |
|                | Wohnhaus Hauptstraße 27                  | Hauptstraße 27 (Karte)                | 19. Jahrhundert                | Erhaltenswertes Gebäude | BW |
|                | Wohnhaus Hauptstraße 29                  | Hauptstraße 29 (Karte)                | 19. Jahrhundert                | Erhaltenswertes Gebäude | BW |
|                | Gasthaus                                 | Hauptstraße 31 (Karte)                | 1909                           | Erhaltenswertes Gebäude | BW |
|                | Wohnhaus Hauptstraße 33                  | Hauptstraße 33 (Karte)                | 1. Hälfte des 19. Jahrhunderts | Erhaltenswertes Gebäude | BW |
| Weitere Bilder | St. Michael                              | Hauptstraße 35 (L578) (Karte)         | 1775–1776                      | Kath. Pfarrkirche St. Michael. Barocker Saalbau mit doppelläufiger Freitreppe. Seitlicher Turm 1775/76. |    |
|                | WohnhausHauptstraße 47                   | Hauptstraße 47 (Karte)                | 19. Jahrhundert                | Geschützt nach § 2 DSchG | BW |
|                | Bildstock                                | Hauptstraße-Ilmspaner Straße (Karte)  |                                | Bildstock |    |
|                | Bildstock                                | Hauptstraße (Karte)                   |                                | Bildstock, Hauptstraße in Richtung Tauberbischofsheim links |    |
|                | Bildstock                                | Hauptstraße (Karte)                   | 1891                           | Bildstock, von 1891, Hauptstraße in Richtung Tauberbischofsheim rechts |    |
|                | Bildstock                                | Hauptstraße 9 (Karte)                 |                                | Bildstock, Hauptstraße 9 in Richtung Tauberbischofsheim rechts |    |
|                | Bildstock                                | Hauptstraße (Karte)                   |                                | Bildstock, Hauptstraße in Richtung Tauberbischofsheim rechts |    |
|                | Bildstock                                | Hauptstraße-Wenkheimer Straße (Karte) |                                | Bildstock |    |
|                | Wohnhaus Hintere Gasse 4                 | Hintere Gasse 4 (Karte)               | 19. Jahrhundert                | Erhaltenswertes Gebäude | BW |
|                | Hofeinfahrt Hintere Gasse 9              | Hintere Gasse 9 (Karte)               | 19. Jahrhundert                | Aufwendige Hofeinfahrt mit Sandsteinpfeilern und (erneuertem) schmiedeeisernem Tor, Erhaltenswertes Bauteil | BW |
|                | Wohnhaus Hintere Gasse 11                | Hintere Gasse 11 (Karte)              | 1936                           | Erhaltenswertes Gebäude | BW |
|                | Wohnhaus Hintere Gasse 20                | Hintere Gasse 20 (Karte)              | 1792                           | Erhaltenswertes Gebäude | BW |
|                | Wohnhäuser Hintere Gasse 24, 26 und 28   | Hintere Gasse 28 (Karte)              | 1792                           | Erhaltenswertes Gebäude | BW |
| Weitere Bilder | Marienkapelle                            | Hof Baiertal (Karte)                  | 1868                           | Marienkapelle, schlichter Bau mit Friedhofsmauer, 1868. |    |
|                | Wegkapelle                               | Hof Baiertal (Karte)                  |                                | Kapelle, am Wegrand |    |
|                | Bildstock                                | Hof Baiertal 11 (Karte)               |                                | Bildstock, von 1765 |    |
|                | Wohnhaus Ilmspaner Straße 1              | Ilmspaner Straße 1 (Karte)            | 18./19. Jahrhundert            | Geschützt nach § 2 DSchG | BW |
|                | Wohnhaus Ilmspaner Straße 2              | Ilmspaner Straße 2 (Karte)            | Spätes 19. Jahrhundert         | Erhaltenswertes Gebäude | BW |
|                | Wohnhäuser Ilmspaner Straße 3 und 5      | Ilmspaner Straße 3 und 5 (Karte)      | Spätes 19. Jahrhundert         | Erhaltenswerte Gebäude | BW |
|                | Bildstock                                | Ilmspaner Straße 26 (Karte)           |                                | Bildstock |    |
|                | Bildstock                                | K2882 (Karte)                         |                                | Bildstock |    |
|                | Bildstock                                | Kapellenstraße 10 (Karte)             |                                | Bildstock. Dieser bedeutende Bildstock ist einer von zwei Bildstöcken, die auf die Wieskirchbewegung zurückgehen. Dabei handelt es sich um einen Wallfahrtsort am Ende der Romantischen Straße bei Steingaden. Der Bildstock steht in der Alten Hohle am Kinderspielplatz, Ecke Kapellenstraße. Der obere Säulenabschluss trägt Jesus mit Palmzweig (Friedensfürst), auf dem Sockel darunter ist zu lesen: „Hir ist Jesus von der Wis, der voller Gnaden ist. Behüt durch deinen Segen unser Land vor Schauer, Hagel und Brand.“ |    |
|                |                                          | Hauptstraße (Karte)                   |                                | Steinfiguren an der Kirche (St. Michael). Dieser bedeutende Bildstock ist einer von zwei Bildstöcken, die auf die Wieskirchbewegung zurückgehen. Er ist nach einer Renovierung 2016 an seinen ursprünglichen Standort an der Kirche zurück versetzt worden. Es handelt sich dabei um die sogenannte „Geißelungsgruppe“, ein Kleinod von höchster Güte im Madonnenländchen. Diese Figurengruppe zeigt in der Mitte den gegeißelten Heiland, links und rechts daneben St. Michael und St. Wendelin. Die Figurengruppe ist eine identische Kopie des Heilands, wie er in der Mitte der Wieskirche in Steingaden steht. In der Wallfahrtskirche zum Gegeißelten Heiland auf der Wies, so lautet der vollständige Name, sah 1738 die Bäuerin Maria Lory Tränen in den Augen dieser Figur. Das Tränenwunder war der Anfang für die Wallfahrt zur Wieskirche. Die Großrinderfelder Figurengruppe wurde in den Anfängen der Wieswallfahrt von frommen Pilgern errichtet. Die Figurengruppe befindet sich an der Hauptstraße, bei der Kirche St. Michael. |    |
|                | Steinkreuz                               | Hauptstraße (Karte)                   |                                | Steinkreuz an der Kirche (St. Michael) |    |
|                | Scheune Kirchplatz/Friedhofstraße        | Kirchplatz/Friedhofstraße (Karte)     | 19. Jahrhundert                | Erhaltenswerte Gebäude | BW |
|                | Wohnhäuser Kirchplatz 5 und 7            | Kirchplatz 5 und 7 (Karte)            | 19. Jahrhundert                | Erhaltenswerte Gebäude | BW |
|                | Bildstock                                | Kirchplatz 8 (Karte)                  |                                | Bildstock, von 1820 |    |
|                | Bildstock                                | Kirchplatz 17 (Karte)                 |                                | Bildstock |    |
|                | Doppelbildstock                          | Kirchplatz 17 (Karte)                 |                                | Doppelbildstock |    |
|                | Scheune Kirchplatz 20                    | Kirchplatz 20 (Karte)                 | 1909                           | Erhaltenswertes Gebäude | BW |
|                | Wohnhaus Kirchplatz 22                   | Kirchplatz 22 (Karte)                 | 1607                           | Geschützt nach § 2 DSchG | BW |
|                | Wohnhaus Kirchplatz 23                   | Kirchplatz 23 (Karte)                 | Ende 19. Jahrhundert           | Erhaltenswertes Gebäude | BW |
|                | Wohnhaus Marktplatz 1                    | Marktplatz 1 (Karte)                  | Ende 19. Jahrhundert           | Erhaltenswertes Gebäude | BW |
| Weitere Bilder | Rathaus                                  | Marktplatz 6 (Karte)                  |                                | Rathaus |    |
| Weitere Bilder | Kriegerdenkmal                           | Marktplatz 6 (bei) (Karte)            |                                | Kriegerdenkmal 1866 und 1870–71. Auf dem Vorplatz des Rathauses befindet sich eine Sandsteinstele. Verziert mit einer Rüstung, Waffen sowie zwei Fahnen. Darüber gekreuzte Eichen- und Lorbeeräste mit einem Orden zusammengebunden. |    |
| Weitere Bilder | Kriegerdenkmal                           | Marktplatz 6 (bei) (Karte)            |                                | Kriegerdenkmal Erster Weltkrieg. Vor dem Rathaus befindet sich das Kriegerdenkmal des 1. WK. Drei Soldaten, auf einem Steinsockel, stehen Rücken an Rücken mit ihren Gewehren vor sich. |    |
|                | Doppelwohnhaus Mittlere Gasse 1 und 3    | Mittlere Gasse 1 und 3 (Karte)        | Ende 19. Jahrhundert           | Erhaltenswertes Gebäude | BW |
|                | Haustüre                                 | Mittlere Gasse 3 (Karte)              | Ende 19. Jahrhundert           | Erhaltenswertes Bauteil | BW |
|                | Wohnhaus Mittlere Gasse 5                | Mittlere Gasse 5 (Karte)              | 19. Jahrhundert                | Erhaltenswertes Gebäude | BW |
|                | Wohnhaus Mittlere Gasse 6                | Mittlere Gasse 6 (Karte)              | 1821                           | Geschützt nach § 2 DSchG | BW |
|                | Bildstock                                | Paimarer Straße (Karte)               |                                | Bildstock, von 1832 |    |
|                | Bildstock                                | L578 (Karte)                          |                                | Bildstock |    |
|                | Bildstock                                | L578 (Karte)                          | 1846                           | Bildstock, von 1846 |    |
|                | Bildstock                                | Neubaustraße 2 (Karte)                |                                | Bildstock mit 14 Nothelfern |    |
|                | Bildstock                                | Neubaustraße 3 (Karte)                |                                | Bildstock |    |
|                | Bildstock                                | Paimarer Straße (Karte)               |                                | Bildstock, Paimarer Straße am Feldweg |    |
|                | Bildstock                                | Paimarer Straße (Karte)               |                                | Bildstock |    |
|                | Bildstock                                | Paimarer Straße 19 (Karte)            |                                | Bildstock |    |
|                | Doppelwohnhaus Unteres Tor 4 und 6       | Unteres Tor 4 und 6 (Karte)           | Ende 19. Jahrhundert           | Erhaltenswertes Gebäude | BW |
|                | Wohnhaus Wenkheimer Straße 2             | Wenkheimer Straße 2 (Karte)           | Ende 19. Jahrhundert           | Erhaltenswertes Gebäude | BW |
|                | Doppelwohnhaus Wenkheimer Straße 3 und 5 | Wenkheimer Straße 3 und 5 (Karte)     | Ende 19. Jahrhundert           | Erhaltenswertes Gebäude | BW |
|                | Hofeinfahrt Wenkheimer Straße 4          | Wenkheimer Straße 4 (Karte)           | 1819                           | Erhaltenswertes Bauteil | BW |
|                | Wohnhaus Wenkheimer Straße 6             | Wenkheimer Straße 6 (Karte)           | Ende 19. Jahrhundert           | Erhaltenswertes Gebäude | BW |
|                | Stallteil Wenkheimer Straße 9            | Wenkheimer Straße 9 (Karte)           | Ende 19. Jahrhundert           | Erhaltenswertes Gebäude | BW |
|                | Pfarrhaus mit Pfarrhof                   | Wenkheimer Straße 13 (Karte)          |                                | Kath. Pfarrhof, Pfarrhaus, zweigeschossig, massiv, verputzt, Satteldach, mit ehem. Wirtschaftsgebäuden, heute Pfarrheim, und ummauertem Hof mit Toreinfahrt (Sachgesamtheit). | BW |
|                | Wasserhochbehälter                       | Wenkheimer Straße (Karte)             | 1921                           | Wehrturmartiger Wasserhochbehälter, 1921 bez. | BW |

### Ilmspan
Bau-, Kunst- und Kulturdenkmale in Ilmspan (⊙):
| Bild           | Bezeichnung        | Lage                                                          | Datierung           | Beschreibung | ID |
| -------------- | ------------------ | ------------------------------------------------------------- | ------------------- | --- | -- |
| Weitere Bilder | St. Laurentius     | Schönfelder Straße 1, Kirchgasse (Karte)                      | 1766–1768           | Kath. Kirche St. Laurentius. Barocker Saalbau mit Eingangsturm, 1766 bez., 1766 bis 1768 errichtet, unter dem Eingang der Kirche befindet sich ein Wappen, welches an die Fürstbischöfe aus Würzburg erinnert |    |
| Weitere Bilder | Schul- und Rathaus | Schönfelder Straße 13 (Karte)                                 |                     | Schul- und Rathaus Ilmspan |    |
|                | Steinkreuz         | Rinderfelder Straße (Karte)                                   | 1897                | Kleindenkmal Nr. 01 (Ilmspan): Steinkreuz mit Heiland. Das Flurdenkmal steht ca. 200 m nach dem Ortsschild in Richtung Großrinderfeld, Fahrtrichtung rechts, gegenüber dem Reiterhof Lesch. (früher Aussiedlerhof Sührer). Es ist aus rotem Sandstein und steht auf einem Sockel, der aus einem Stück besteht. Vermutlich ist das Kreuz, samt den Sockel mit roter Farbe übermalt worden, da unter den Abplatzungen der Farbe der gelbe Sandstein durchscheint. | BW |
|                | Statue Herz Jesu   | Rinderfelder Rain (Karte)                                     |                     | Kleindenkmal Nr. 02 (Ilmspan): Heilandsstatue Herz Jesu. Gewann Rinderfelder Rain (westlich einer Siedlung) etwa 150 m vom Ortsende entfernt an der alten Krensheimer Straße. Statue mit Grundplatte, Sockel, Zwischenstück und Deckplatte. Herz Jesu: In der Brustmitte der Statue ist ein Herz das offen liegt und von den Gnadenstrahlen ausgehend, dargestellt. Die linke Hand Christi deutet auf das Herz, während die rechte wie zum Segen erhoben ist. | BW |
|                | Bildstock          | Mühlweg (Karte)                                               | 1937                | Kleindenkmal Nr. 03 (Ilmspan): Bildstock Maria Krönung. Mühlweg Richtung Paimar, ca. 300 m nach Ortsende auf der rechten Seite. Bildstock mit Grundplatte, Sockel, Deckplatte, Schaft und Darstellung Gott Vater mit der Weltkugel unter dem linken Arm, Sohn Gottes mit dem Kreuz im rechten Arm. Zwischen dem Vater und dem Sohn kniet die Mutter Gottes, über die beide eine Krone halten. Über der Krone ist der Hl. Geist in Form einer Taube dargestellt. Gekrönt wird der Bildstock in der Mitte durch eine Krone, an den beiden Seiten durch Engelsköpfe. |    |
|                | Statue             | Alte Krensheimer Straße (Karte)                               | 1921                | Kleindenkmal Nr. 04 (Ilmspan): Statue Hl. Herz Maria. Das Flurdenkmal steht am Ortsausgang, gegenüber vom Friedhof an der Gabelung Paimarer Weg und Alte Krensheimer Straße. Statue mit Granitplatte, Grundplatte, Basis, Schaft, Kapitell und Figur. Die Statue weist zahlreiche Inschriften auf. Auf der Basisseite, die zum Ortsende zeigt, steht: „O, Maria süses Herz rette uns, und zieh uns himmelwärtz.“ Auf der Basisseite, die Richtung Paimar zeigt, steht: „Aus Dankbarkeit zum hl. Herzen Maria hat Gg. Hermann Schäfer u. dessen Ehefrau Maria Katharina diese Bildnis errichten lassen 1921.“ Auf der Rundsäule steht: „Süßes Herz Maria sei meine Rettung.“ | BW |
|                | Friedhofskapelle   | Friedhof, Krensheimer Straße 9 (Flst.Nr. 3.877) (Karte)       | 1710                | Kleindenkmal Nr. 05 (Ilmspan): Friedhofskapelle. Kubischer Bau mit Zeltdach und Tonnengewölbe, 1710 bez. Im Friedhof am Ortsausgang in Richtung Paimar. In der Friedhofskapelle befindet sich ein Altarbild der ersten Ilmspaner Kirche. Nach der Einweihung der jetzigen Kirche im Jahre 1766 wurde die alte Kirche abgerissen. Nur den Altarraum (Chor) wurde in der Friedhofskapelle erhalten. Darstellung: Schmerzhafte Mutter Gottes mit Jesus auf dem Schoß. Beidseitig stehen zwei mit Gold verzierte Säulen, auf denen jeweils ein betender Engel steht. Über dem Altarbild ist ein Gemälde angebracht. An der linken Seitenwand steht auf einem Sockel die Mutter Gottes mit dem Jesukind auf dem linken Arm, in der rechten hält sie eine Feder und zu Füssen liegt eine Schlange. An der rechten Seitenwand steht auf einem Sockel der Hl. Karl Borromäus u. hält ein Kreuz mit Jesus in beiden Händen. Karl Borromäus war Kardinal, Erzbischof der Gegenreformation. Er stammt aus dem italienischen Adelsgeschlecht Borromeo und wird in der katholischen Kirche als Heiliger verehrt. An der nördlichen Außenwand der Kapelle ist ein Gedenkstein eines ehemaligen Ilmspaner Pfarrers angebracht, aber von dessen Inschrift nur noch einzelne Buchstaben zu lesen sind. | BW |
|                | Steinkreuz         | Friedhof (Karte)                                              |                     | Kleindenkmal Nr. 06 (Ilmspan): Steinkreuz. Das Missionskreuz steht in nördlicher Richtung im Friedhof, neben dem ehemaligen Haupteingang, in Richtung Krensheimer Straße. Es erinnert an frühere Volksmissionen. | BW |
|                | Statue             | Friedhof (Flst.Nr. 3.877) (Karte)                             | 1959                | Kleindenkmal Nr. 07 (Ilmspan): Statue „Verspottung Jesu“. Das Denkmal, die Verspottung Jesus steht hinter der Leichenhalle an der Friedhofsmauer neben der Grotte. Darstellung: Die Soldaten kleideten Jesus mit einem Purpurgewand und einer Dornenkrone. Sie verspotteten ihn, weil er sich zum König der Juden erklärt hatte. Als die Soldaten den König der Juden vor sich hatten, ließen sie ihrer Wut und Verachtung vollen Lauf. Als Sinnbild für die Verspottung soll dieses Denkmal erinnern. Die Statue wurde 1959 von Stefan Schäfer sen. in mündlicher Absprache mit Pfarrer Kern als Schenkung für den Friedhof übergeben. | BW |
|                | Mariengrotte       | Friedhof (Flst.Nr. 3.877) (Karte)                             |                     | Kleindenkmal Nr. 08 (Ilmspan): Mariengrotte (auch Lourdesgrotte). Die Grotte steht hinter der Leichenhalle in Richtung Süden an der Friedhofsmauer. Die Figur ist aus Bundsanstein gefertigt. Herkunft und Alter ist nicht bekannt. | BW |
|                | Steinkreuz         | Ortsausgang in Richtung Poppenhausen (Flst.Nr. 3.840) (Karte) |                     | Kleindenkmal Nr. 09 (Ilmspan): Steinkreuz mit Heiland. Christus am Kreuz. Beschreibung: Das Flurdenkmal steht ca. 100 m nach dem Ortsausgang auf der rechten Seite in Richtung Poppenhausen. Wegkreuz mit Grundplatte, Sockel und Deckplatte. Zum Kreuz führen drei Trittstufen und die Grundplatte liegt auf einem Ruhestein. | BW |
|                | Bildstock          | Kreuzung Frühlingstraße/Gartenweg (Flst.Nr. 3.280) (Karte)    | 1623                | Kleindenkmal Nr. 10 (Ilmspan): Bildstock Pieta mit Sockel von 1623, Schaft, Kapitel und Darstellung. Um die Pieta winden sich Rosen. Das Denkmal steht vor einer Maschinenhalle. Es wurde Anfang der 1980er Jahre durch den Eigentümer vom ursprünglichen Standort im Gewann „Obere Krautgärten“ an den jetzigen Standort umgesetzt. | BW |
|                | Steinkreuz         | Zweihecken (Flst.Nr. 3.461.001) (Karte)                       |                     | Kleindenkmal Nr. 11 (Ilmspan): Steinkreuz mit Heiland. Wegkreuz mit Grundplatte, Deckplatte und Sockel. Das Steinkreuz mit Heiland steht am linken Wegesrand im Gewann Zweihecken, am Zweiheckenweg, östlich vom Baugebiet Schloßwiesen, etwa 50 Meter vor einer Brücke über die K 2811. | BW |
|                | Gedenkstein        | Sommersberg (Flst.Nr. 3.553) (Karte)                          | 1932                | Kleindenkmal Nr. 12 (Ilmspan): Gedenkstein. Der Gedenkstein wurde 1932 von der Fam. Fleischmann als Erinnerung an das durch Blitzschlag verstorbene Familienmitglied Michael Fleischmann aufgestellt. Inschrift: O Wanderer ertritt an diese Stell. Und höre was ich Dir sagen will. Denke an jenen Gewittertag wo mich der Blitz hier tödlich traf. 18. September 1931. (Bild von Michael Fleischmann) Michael Fleischmann. Jetzt Kannst Du wieder weitertreten. Und ein Vaterunser für mich beten. | BW |
|                | Bildstock          | Kirchheimer Weg (Flst.Nr. 3.553) (Karte)                      |                     | Kleindenkmal Nr. 13 (Ilmspan): Bildstock Kreuzigungsgruppe. Das Flurdenkmal steht im Gewann Kirchheimer Weg in Richtung Hof Lilach. Bildstock mit Sockel, Schaft und Darstellung. Die Inschrift ist nicht mehr vollständig zu entziffern. | BW |
|                | Bildstock          | Sommersberg (Flst.Nr. 3.527) (Karte)                          |                     | Kleindenkmal Nr. 14 (Ilmspan): Maria-Bildstock. Der Bildstock befindet sich im Gewann Sommersberg links. In Verlängerung liegt der Pfarrwald. Er steht auf einer Streuobstwiese. Sockel aus Muschelkalkstein. Muttergottes Statue aus Keramik. Grotte oberhalb von Sockel aus gelbem Sandstein. | BW |
|                | Kreuzigungsgruppe  | Poppenhäuser Str. 2 (Flst.Nr. 18) (Karte)                     | 1785                | Kleindenkmal Nr. 15 (Ilmspan): Kreuzigungsgruppe. Kreuzigung Jesu (1785). Das Denkmal steht in der Mitte des Dorfes. Bildstock mit Grundplatte, Sockel, Deckplatte, Basis, Schaft und Darstellung (Aufsatz). Maria (links) und Johannes (rechts) blicken zu Christus empor. Gekrönt wird die Darstellung durch einen Engelskopf. | BW |
|                | Steinkreuz         | Dr.-Kern-Gasse/Poppenhäuser Str. (Flst.Nr. 39) (Karte)        |                     | Kleindenkmal Nr. 16 (Ilmspan): Kreuz mit Heiland. Das Kreuz mit Heiland ist in die Hauswand eingelassen. Es ragt nur 1,5 cm im oberen Bereich und am Sockel ca. 4 cm hervor. Es ist zwar am Haus mit der Hausnummer 1 in der Poppenhäuser Str., aber angebracht ist es im Einmündungsbereich auf der rechten Seite der Dr.-Kern-Gasse. Der Bildstock befand sich ursprünglich direkt vor der Hauswand. Im Zuge einer Hausrenovierung wurde das Kreuz in die Hauswand eingelassen. Das zum Schutze angebrachte Kupferdach wurde ebenfalls entfernt. Als Grund diente der bessere Schutz des Denkmals auch ohne Dach und eine zusätzliche Verbreiterung des Gehweges. | BW |
|                | Nepomuk-Statue     | Ortsmitte (Flst.Nr. 89) (Karte)                               |                     | Kleindenkmal Nr. 17 (Ilmspan): Nepomuk-Statue | BW |
|                | Bildstock          | Rinderfelder Str. 10 (Flst.Nr. 97) (Karte)                    |                     | Kleindenkmal Nr. 18 (Ilmspan): Bildstock 14 -Heilige Nothelfer. Beschreibung: Das Denkmal steht in der Ortschaft vor dem Haus in der Rinderfelder Str. 10. Der Bildstock besteht aus Grundplatte, Basis, Schaft und Darstellung (Aufsatz). Auf dem runden Schaft befindet sich am Ende eine Rosette. Die Darstellung zeigt Christus in der Mitte, umgeben von den 14 heiligen Nothelfern. Der Aufsatz wird von einer Krone, auf der sich ein Kreuz befindet, plus durch zwei Engelsköpfe gekrönt. | BW |
|                | Bildstock          | Schönfelder Str. 11 (Flst.Nr. 74) (Karte)                     |                     | Kleindenkmal Nr. 19 (Ilmspan): Metallbildstock Heilige Familie. Beschreibung: Der Bildstock steht neben dem Hauseingang in der Schönfelder Str. 11 in Richtung Schönfeld auf der linken Seite. Das Bild zeigt die Hl. Familie. | BW |
|                | Steinkreuz         | Schönfelder Straße (Flst.Nr. 3.446) (Karte)                   | 1872                | Kleindenkmal Nr. 20 (Ilmspan): Steinkreuz am Ortsausgang in Richtung Schönfeld auf der linken Seite. Christus am Kreuz. Wegkreuz mit Grundplatte, Deckplatte und Sockel. Inschrift: Sockel: Zu Ehren des Gekreuzigten Heilands hat Andreas Stoy und dessen Ehefrau Maria Anna dieses Bildniß aufrichten lassen: im Jahre 1872. |    |
|                | Bildstock          | Schönfelder Straße (Flst.Nr. 70) (Karte)                      | 1907                | Kleindenkmal Nr. 21 (Ilmspan): Bildstock Maria mit Jesuskind. Beschreibung: Der Bildstock steht am Ortsausgang am Straßenrand in Richtung Schönfeld auf der rechten Seite. Maria mit Kind. Links und rechts neben den Figuren befinden sich zwei kleine Engel. Über der Darstellung: Krone mit Kreuz. Links u. rechts Blüten, die auf einem Haus stehen. Inschrift: Sockel vorne: O Mutter du ganz Gnadenreich. Mit deiner Hilf nicht von uns weich. Von Feind beschütz uns allzugleich. Und für uns in das Himmelreich. Sockel links: Aus Dankbarkeit hat Martin Kemer und dessen Ehefrau Ana Margaretha dieses Bild errichten lassen im Jahre des Heils 1907 |    |
|                | Bildstock          | Gewannweg 3 (Flst.Nr. 74) (Karte)                             |                     | Kleindenkmal Nr. 22 (Ilmspan): Bildstock Heilige Dreifaltigkeit. Beschreibung: Der Bildstock steht im Gewannweg 3 an der linken Grundstücksecke (Garten). Auf dem Metallbildnis ist die Hl. Dreifaltigkeit dargestellt. Es bezeichnet die Wesenseinheit von Gott Vater, dem Sohn Jesus Christus und dem Heiligem Geist. Gedenktag ist der erste Sonntag nach Pfingsten. Inschrift oben auf Metallbildnis: Heilige Dreifaltigkeit. Sockel: nicht mehr lesbar. | BW |
|                | Hoheitssäule       | Hochbehälter Ilmspan (Flst.Nr. 3.406) (Karte)                 | 2008                | Kleindenkmal Nr. 23 (Ilmspan): Hoheitssäule Herz-Jesu-Statue. Das Flurdenkmal steht seit 2008 vor dem Wasserhochbehälter Ilmspan. Vorher stand es im Gewann Hühberg, am Krensheimer Weg, ca. 150 m nach dem Ortsende, Richtung Krensheim. Statue besteht aus Grundplatte, Sockel, Zwischenstück und Deckplatte. Herz Jesu: In der Brustmitte der Statue ist ein Herz, das offen daliegt und von dem Gnadenstrahlen ausgehen, dargestellt. Die linke Hand Christi deutet auf das Herz, während die rechte wie zum Segen erhoben ist. | BW |
|                | Bildstock          | Poppenhäuser Str. (Flst.Nr. 2.407) (Karte)                    | 2000                | Kleindenkmal Nr. 24 (Ilmspan): Bildstock Heiland am Kreuz. Beschreibung: Der Bildstock wurde im Jahr 2000 von der Familie Gerd Schrank in der Poppenhäuser Straße vor dem Gartengelände an ihrem eigenen Garten aufgestellt. | BW |
|                | Kriegerdenkmal     | Friedhof (Flst.Nr. 3.877) (Karte)                             | 1914–1918 1939–1945 | Kleindenkmal Nr. 25 (Ilmspan): Das Kriegerdenkmal ist dreiteilig. In der Mitte steht der Gedenkstein mit Inschrift und obendrauf die verzierte, eckige Steinsäule auf der eine runde, abgebrochene Säule steht. Daneben, freistehend, zwei Steinwände, in denen Namenstafeln aus schwarzem Marmor eingefügt sind. Links steht der Gedenkstein mit den Namen der Gefallenen vom Ersten Weltkrieg 1914–1918, rechts mit den Namen vom Zweiten Weltkrieg von 1939–1945. | BW |

### Schönfeld
Bau-, Kunst- und Kulturdenkmale in Schönfeld mit dem Dorf Schönfeld (⊙) und dem Wohnplatz Beund (⊙):
| Bild           | Bezeichnung                 | Lage                                       | Datierung   | Beschreibung | ID |
| -------------- | --------------------------- | ------------------------------------------ | ----------- | --- | -- |
|                | Schule                      | Holzbergle 1 (Karte)                       | um 1900     | Kleinkinderschule. Baujahr/Gründung 1913. Massivbau mit Walm. Zierfachwerkgiebel, um 1900. | BW |
|                | Bildstock                   | Schustergasse 2 (Karte)                    | 1797        | Kleindenkmal Nr. 07 (Schönfeld): Bildstock, von 1797. Kleinrinderfelder Straße, an der Ecke der Abzweigung in die Schustergasse. |    |
|                | St. Vitus                   | Kirchberg 5 (Karte)                        |             | Römisch-katholische Kirche St. Vitus. Barocker Kirchturm und alte Kirchhofmauer der kath. Pfarrkirche St. Vitus. Nische mit Kruzifix, 1745 bez. | BW |
|                | 14 Nothelfer und Blutwunder | Mooserweg, Schwarzes Bild (Gewann) (Karte) | 1867        | Kleindenkmal Nr. 05 (Schönfeld): 14 Nothelfer und Blutwunder. Darstellung der vierzehn Nothelfer (oberer Teil) sowie des Blutwunders von Walldürn (darunter); befindet sich am Ortsausgang am Mooserweg, der von der Kleinrinderfelder Straße abzweigt, Gewann Schwarzes Bild. Inschrift: Dießes Monument haben zur Ehre Gottes und den 14 Heiligen Nothelfer Errichten lassen, J. Andreas Scheuermann und seine Ehefrau Barbara geb. Spang im Jahr 1867. |    |
|                | Marienstatue                | Kleinrinderfelder Straße (Karte)           |             | Kleindenkmal Nr. 03 (Schönfeld): Marienstatue. Befindet sich am Ortsausgang an der Kleinrinderfelder Straße, in Richtung Kleinrinderfeld, Ortsende rechts, Abzweigung Mooserweg. |    |
| Weitere Bilder | Schloss Schönfeld           | Schloßweg 8 (Karte)                        |             | Schloss Schönfeld |    |
|                | Pestkreuz                   | Rinderfelder Grund (Karte)                 |             | Kleindenkmal Nr. 01 (Schönfeld): Das sog. „Pestkreuz“, auch „Cholerakreuz“, eine Kreuzigungsgruppe im Rinderfelder Grund. |    |
|                | Bildstock                   | Gerchsheimer Straße 6 (Karte)              |             | Kleindenkmal Nr. 14 (Schönfeld): Bildstock am Grünbach. Gerchsheimer Straße – Am Grünbach. |    |
|                | Pestkreuz                   | Holzbergle (Karte)                         |             | Kleindenkmal Nr. 02 (Schönfeld): Pestkreuz. Holzbergle, Richtung Gemeindewald, rechts. | BW |
|                | Steinkreuz                  | Holzbergle 5 (Karte)                       |             | Kleindenkmal Nr. 04 (Schönfeld): Steinkreuz. | BW |
|                | Bildstock                   | Wannenweg (Karte)                          |             | Kleindenkmal Nr. 06 (Schönfeld): Bildstock. Wannenweg, etwa 300 Meter östlich der Wegkapelle. |    |
|                | Bildstock                   | Dorfstraße (Karte)                         | 1857        | Kleindenkmal Nr. 08 (Schönfeld): Bildstock Heilige Familie, bzw. Hl. Wandel. An der Dorfstraße, Abzweigung Bensleweg. | BW |
|                | Pieta                       | Kleinrinderfelder Straße 9 (Karte)         |             | Kleindenkmal Nr. 09 (Schönfeld): Pieta. | BW |
|                | Bildstock                   | Kleinrinderfelder Straße (Karte)           |             | Kleindenkmal Nr. 10 (Schönfeld): Bildstock. Straße nach Kleinrinderfeld, Gewann Löchle. | BW |
|                | Bildstock                   | Lilacher Weg (Karte)                       |             | Kleindenkmal Nr. 11 (Schönfeld): Bildstock. Lilacher Weg (Gewann Klesberg), in Richtung Hof Lilach. | BW |
|                | Steinkreuz                  | Wenkheimer Weg (Karte)                     |             | Kleindenkmal Nr. 12 (Schönfeld): Steinkreuz. Wenkheimer Weg, nach Unterführung K 2811. |    |
|                | Steinkreuz                  | Dorfstraße 21 (Karte)                      |             | Kleindenkmal Nr. 13 (Schönfeld): Steinkreuz. |    |
|                | Steinkreuz                  | Kleinrinderfelder Straße (Karte)           |             | Kleindenkmal Nr. 15 (Schönfeld): Steinkreuz. Richtung Kleinrienderfeld, nach etwa 300 Metern links. |    |
|                | Steinkreuz                  | Am Friedhof (Karte)                        |             | Kleindenkmal Nr. 16 (Schönfeld): Steinkreuz. Friedhof. | BW |
|                | Kriegerdenkmal              | Kirchberg 5 (Karte)                        |             | Kleindenkmal Nr. 17 (Schönfeld): Kriegerdenkmal. Kirchenvorplatz. | BW |
|                | Mariensäule                 | Kirchberg 5 (Karte)                        |             | Kleindenkmal Nr. 18 (Schönfeld): Mariensäule. Kirchenvorplatz, Ecke Friedhof. | BW |
|                | Steinkreuz                  | Kirchberg 5 (Karte)                        |             | Kleindenkmal Nr. 19 (Schönfeld): Steinkreuz. Am Kirchturm. | BW |
|                | Kriegerdenkmal              | Am Friedhof (Karte)                        |             | Kleindenkmal Nr. 20 (Schönfeld): Kriegerdenkmal. Friedhof, Haupteingang, links in der Ecke. | BW |
|                | Bildstock                   | Kirchberg 5 (Karte)                        |             | Kleindenkmal Nr. 21 (Schönfeld): Bildstock. In der Kirche St. Vitus, links vorne. | BW |
|                | Mariengrotte                | Schloßweg 10 (Karte)                       |             | Kleindenkmal Nr. 22 (Schönfeld): Mariengrotte, auch Lourdes-Grotte genannt. | BW |
|                | Wegkapelle                  | Angert 20, An der Kapelle (Karte)          | 19.–20. Jh. | Kleindenkmal Nr. 23 (Schönfeld): Wegkapelle. „Käppele“. Kapelle, schlichter Massivbau, 19./20. Jahrhundert. |    |
|                | Wegmarkierungsstein         | Angert 1 (Karte)                           |             | Kleindenkmal Nr. 24 (Schönfeld): Wegmarkierungsstein. | BW |
|                | Keltische Anlage            | Sandgrube (Karte)                          |             | Kleindenkmal Nr. 25 (Schönfeld): Keltische Anlage. Distrikt Gerchsheimer Forst, Hofwiese, Gewann Sandgrube, Sandgrubenweg, A 81 Stuttgart/Würzburg bei der Landesgrenze. | BW |